# Air Force One
Air Force One je klicna koda kontrole zračnega prometa za letalo vojnega letalstva Združenih držav Amerike (USAF), s katerim leti ameriški predsednik. Od leta 1990 sestavljata predsedniško floto dve močno predelani letali Boeing 747-200B z repnima oznakama SAM 28000 in SAM 29000 (oznaka vojnega letalstva: VC-25A). Uradno se naziv »Air Force One« uporablja samo za letalo s predsednikom na krovu, neuradno pa za obe letali, ki ju vojno letalstvo vzdržuje izključno za predsednika, ter za druga letala, ki jih predsednik občasno uporablja.
Podobna koda Marine One je oznaka za helikopter Ameriških marincev (USMC), na katerem leti ameriški predsednik..
Oznaki Air Force Two in Marine Two veljata za zrakoplove, na katerih leti podpredsednik ZDA.